# Sinumelon schevilli
Sinumelon schevilli är en snäckart som först beskrevs av Clench och Archer 1938.  Sinumelon schevilli ingår i släktet Sinumelon och familjen Camaenidae. Inga underarter finns listade i Catalogue of Life.